# Kantatie 98
Pour les articles homonymes, voir Route 98.
La route principale 98 (en finnois : Kantatie 98 est la plus courte route principale de Finlande.
Elle chemine à Ylitornio en Finlande.

## Description
La route va de la route 21 (E8) dans le village d'Aavasaksa de la municipalité d'Ylitornio jusqu'au pont d'Aavasaksa sur la rivière Tornionjoki, où elle se termine à la Frontière entre la Finlande et la Suède.

## Parcours
La route parcourt les municipalités suivantes :
- Ylitornio